# Kyphosus sectatrix
Espèce
Statut de conservation UICN

LC : Préoccupation mineure
La Calicagère blanche, Kyphosus sectatrix, est une espèce de poissons de la famille des Kyphosidae. Kyphosus signifie voûté, bossu tandis que sectatrix signifie suiveuse dans le sens disciple en grec, cela est sans doute dû au fait que c’est une espèce grégaire. Elle vit dans les eaux côtières tropicales et subtropicales du monde entier et a été décrite par Linnaeus en 1758.

## Description

### Caractéristiques principales
Kyphosus sectatrix a une longueur moyenne de 50 à 60 cm et sa longueur maximale est de 76 cm. Son poids maximal est de 6 kg.

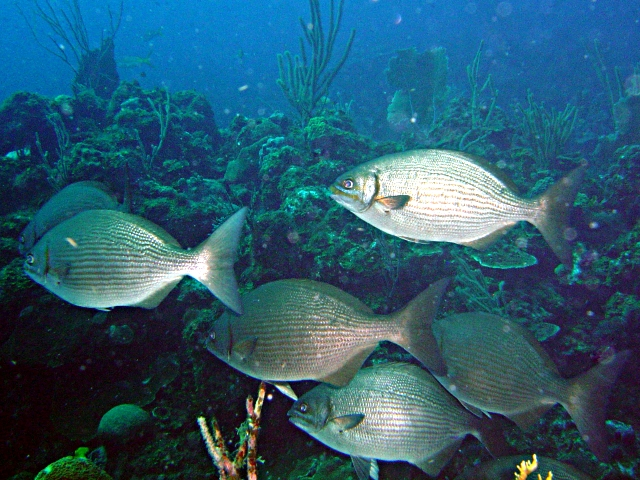
Caligères blanches, Cuba

### Morphologie et anatomie

#### Corps
Kyphosus sectatrix est caractérisé par un corps modérément profond et haut.
Sa tête est courte et inclinée du dessus de l'œil au museau, donnant au profil de la tête un aspect pointu ou en bec. Le museau est aussi long que le diamètre des yeux et la largeur inter-orbitaire est relativement étroite.
Les dents sont lancéolées et ressemblent à des incisives et sont disposées en une seule rangée sur la mâchoire supérieure et inférieure. Un plus petit groupe de petites dents coniques sont disposées en 3-4 rangées sur le toit et le plancher de la bouche, situées bien en arrière de la rangée externe avant des dents.
La nageoire dorsale a 10-11 épines et 11-12 rayons mous tandis que la nageoire anale possède 2-3 épines et 10-12 rayons mous. La base de la partie épineuse de la nageoire dorsale est plus longue que la base de la partie molle et la base de la nageoire anale est plus courte que la base de la nageoire dorsale. Ensuite, la nageoire caudale n'est pas profondément émarginée. Le pédoncule caudal, lui, est relativement long mais pas profond. Enfin, la nageoire pelvienne est plus courte que la nageoire pectorale.
Il possède des écailles rugueuses qui couvrent le corps à partir de la région inter-orbitaire, de la joue, de la région post-orbitaire et postérieurement à travers le corps jusqu'à la nageoire caudale.

#### Couleur
Cette espèce a une couleur assez variable. En effet, les juvéniles sont grisâtres et possèdent des taches pâles sur la tête, le corps ainsi que les nageoires. Lorsqu’il grandit, son dos devient verdâtre à bronze alors que les flancs deviennent grisâtres pâles et le ventre argenté. Il possède aussi deux bandes longitudinales dorées. Certains individus sont parfois jaunes vifs avec des taches noires.

## Comportement

### Alimentation
Cette espèce est herbivore. Elle se nourrit principalement d’algues benthiques brunes. Elle peut aussi se nourrir de crustacés benthiques mobiles tels que des crevettes ou des crabes de temps en temps et de fèces de dauphins.
Dans l‘archipel de Fernando de Noronha au Brésil, il a aussi été observé une fois que ce poisson se nourrissait de fèces ainsi que de vomis du dauphin à long bec.

### Reproduction
C’est une reproduction sexuée et comme toutes les espèces du genre Kyphosus, Kyphosus sectatrix est ovipare.
Kyphosus sectatrix est une espèce gonochorique. Entre les mois de janvier et de mars, des bancs de centaines d’individus se forment dans les zones de frai quelques jours après la pleine lune. Certains vont relâcher leurs gamètes quatre à cinq mètres plus loin, ensuite, tout le groupe va les suivre afin de relâcher aussi leurs gamètes. Les gamètes sont relâchés dans l’eau, on a donc affaire à une fécondation externe. La reproduction se passe en même temps que celle des mérous afin d’avoir une meilleure chance de survie face aux prédateurs. Lors de la reproduction, les mâles prennent une couleur noire avec une tête blanche.

## Écologie

### Répartition et habitat
K. sectatrix est présente du Pacifique Ouest jusqu'aux îles Revillagigedo dans le Pacifique Est, ainsi que dans l'océan Indien, la mer Rouge, l'Atlantique et la Méditerranée.
Kyphosus sectatrix est une espèce diurne associée aux récifs, elle habite les eaux peu profondes, au-dessus des fonds sableux ou rocheux, autour des récifs coralliens et des plaines récifales. On la retrouve à une profondeur allant jusque 25-30 mètres. Elle se plait dans des eaux entre 18° et 30 °C.
Les poissons juvéniles se trouvent souvent parmi les algues flottantes Sargassum et peuvent se disperser sur de grandes distances.
Cette espèce est souvent rencontrée en tant qu'individus solitaires ou en bancs mixtes avec K. bigibbus, K. cinerascens, et K. vaigiensis.

### Rôle écosystémique
C’est un poisson herbivore qui se spécialise dans le broutage de grandes algues et est donc particulièrement important dans les récifs coralliens car son activité sert de régulateur dans la compétition algues-coraux, permettant d’éviter que les algues prennent le dessus sur les coraux. Cette espèce a tendance à migrer et circuler sur des surfaces allant de 1,5 à 5,2 km2 dans les récifs coralliens.

## Relation avec l'Homme
C’est un poisson qui est le plus souvent collecté à l'aide de filets maillants, de lignes à main et de harpons mais aussi à l’hameçon par des pêcheurs de loisirs. Il est très bon dans le cas où les filets ont bien été nettoyés, cela permet d’éviter la contamination par des viscères malodorants. Dans le golfe du Mexique, cette espèce est capturée comme prise accidentelle dans les pêcheries ciblant le maquereau qui utilisent des filets maillants.
Il est également présent dans les aquariums publics.
On lui a donné le surnom de poisson-sabre parce qu'on le voit souvent suivre les navires pour les déchets qui y sont déversés.